# Hackmania
Hackmania es un género de arañas araneomorfas de la familia Dictynidae. Se encuentra en la zona holártica (continentes boreales).

## Lista de especies
Según The World Spider Catalog 12.0:
- Hackmania prominula (Tullgren, 1948)
- Hackmania saphes (Chamberlin, 1948)